# Любка Михайло Степанович
Михайло Степанович Любка (нар. 7 жовтня 1977, Олешник, Закарпатська область — 5 березня 2024, Нововодяне, Луганська область) — український військовослужбовець, учасник російсько-української війни, загинув внаслідок мінно-вибухової травми на Луганщині.

## Життєпис
Народився в селі Олешник на Закарпатті.
Загинув 5 березня 2024 року від мінно-вибухових травм в Луганській області.
Поховали захисника 9 березня.